# Буркина Фасо на Летњим олимпијским играма 2012.
Буркина Фасо је учествовала на Летњим олимпијским играма 2012. у Лондону од 27. јула до 12. августа. Ово је било њено 8. учешће на Летњим олимпијским играма
Делегацију Буркине Фасо на овим играма чинило је 5 спортиста (3 мушкараца и 2. жене) који су се такмичили у 3 спорта. 
Националну заставу на дефилеу нација током свечаног отварања игара 27. јула носла је џудискуња Северин Неби. Она је уједно била најстарија у делегацији Буркине Фасо са 29 година и 247 дана, а најмлађа атлетичарка Март Коала са 18 година 122 дана.
И после ових Игара Фуркина Фасо је остала у групи земања које нису никад освајале олимпијске медаље.

## Учесници по дисциплинама
| Спорт      | Мушкарци | Жене | Укупно |
| ---------- | -------- | ---- | ------ |
| Атлетика   | 1        | 1    | 2      |
| Пливање    | 1        | 1    | 2      |
| Џудо       | 0        | 1    | 1      |
| Укупно (3) | 2        | 3    | 5      |

### Атлетика
Представници Фуркине Фасо у атлетским такмичењима Жерар Кобеане и Марта Коала су добили специјалне позивнице за учешће на Играма.
Мушкарци
| Атлетичар Лични рекорд | Дисциплина | Предтакмичење | Предтакмичење | Група    | Група     | Полуфинале       | Полуфинале       | Финале           | Финале  | Детаљи |
| Атлетичар Лични рекорд | Дисциплина | Резултат      | Место         | Резултат | Место     | Резултат         | Место            | Резултат         | Место   | Детаљи |
| ---------------------- | ---------- | ------------- | ------------- | -------- | --------- | ---------------- | ---------------- | ---------------- | ------- | ------ |
| Жерар Кобеане 10,29    | 100 м      | 10,42 ЛРС     | 1 у гр. 4 КВ  | 10,48    | 6 у гр. 7 | Није се пласирао | Није се пласирао | Није се пласирао | 43 / 75 | ,      |

Жене
| Атлетичар Лични рекорд | Дисциплина    | Група    | Група     | Полуфинале        | Полуфинале        | Финале            | Финале  | Детаљи |
| Атлетичар Лични рекорд | Дисциплина    | Резултат | Место     | Резултат          | Место             | Резултат          | Место   | Детаљи |
| ---------------------- | ------------- | -------- | --------- | ----------------- | ----------------- | ----------------- | ------- | ------ |
| Марта Коала 14,05      | 100 м препоне | 13,91 ЛР | 6 у гр. 3 | Није се пласирала | Није се пласирала | Није се пласирала | 39 / 50 | ,      |

### Пливање
За учешће на играма представници Фуркине Фасо у пливачким дисциплинама Adama Ouedraogo и Angelika Ouedraogo добили су специјалне позивнице ФИНА.
Мушкарци
| Пливач         | Дисциплина    | Група | Група    | Полуфинале           | Полуфинале           | Финале               | Финале  | Детаљи |
| Пливач         | Дисциплина    | Време | Пласман  | Време                | Пласман              | Време                | Пласман | Детаљи |
| -------------- | ------------- | ----- | -------- | -------------------- | -------------------- | -------------------- | ------- | ------ |
| Адама Уедраого | 50 м слободно | 25,26 | 2 у гр 3 | Није се квалификовао | Није се квалификовао | Није се квалификовао | =41 /58 |        |

Жене
| Пливач           | Дисциплина    | Група | Група    | Полуфинале            | Полуфинале            | Финале                | Финале  | Детаљи |
| Пливач           | Дисциплина    | Време | Пласман  | Време                 | Пласман               | Време                 | Пласман | Детаљи |
| ---------------- | ------------- | ----- | -------- | --------------------- | --------------------- | --------------------- | ------- | ------ |
| Анжелик Уедраого | 50 м слободно | 32,19 | 2 у гр 2 | Није се квалификовала | Није се квалификовала | Није се квалификовала | 63 /74  |        |

### Џудо
Жене
| Џудисткиња   | Дис.    | Коло 32            | Коло 16                                | Четвртфин.            | Полуфин.              | Репасаж 1             | Репасаж 2             | Меч за бронзу         | Финале                | Финале                | Детаљи |
| Џудисткиња   | Дис.    | Противник Резултат | Противник Резултат                     | Противник Резултат    | Противник Резултат    | Противник Резултат    | Противник Резултат    | Противник Резултат    | Противник Резултат    | Плас.                 | Детаљи |
| ------------ | ------- | ------------------ | -------------------------------------- | --------------------- | --------------------- | --------------------- | --------------------- | --------------------- | --------------------- | --------------------- | ------ |
| Северин Неби | − 63 кг |                    | Willeboordse Холандија · Пор 0001–1000 | Није се квалификоваla | Није се квалификоваla | Није се квалификоваla | Није се квалификоваla | Није се квалификоваla | Није се квалификоваla | Није се квалификоваla |        |